# Sciaromium holoneuron
Sciaromium holoneuron là một loài rêu trong họ Echinodiaceae. Loài này được Herzog mô tả khoa học đầu tiên năm 1916.